# Lithium-Polymer-Akkumulator

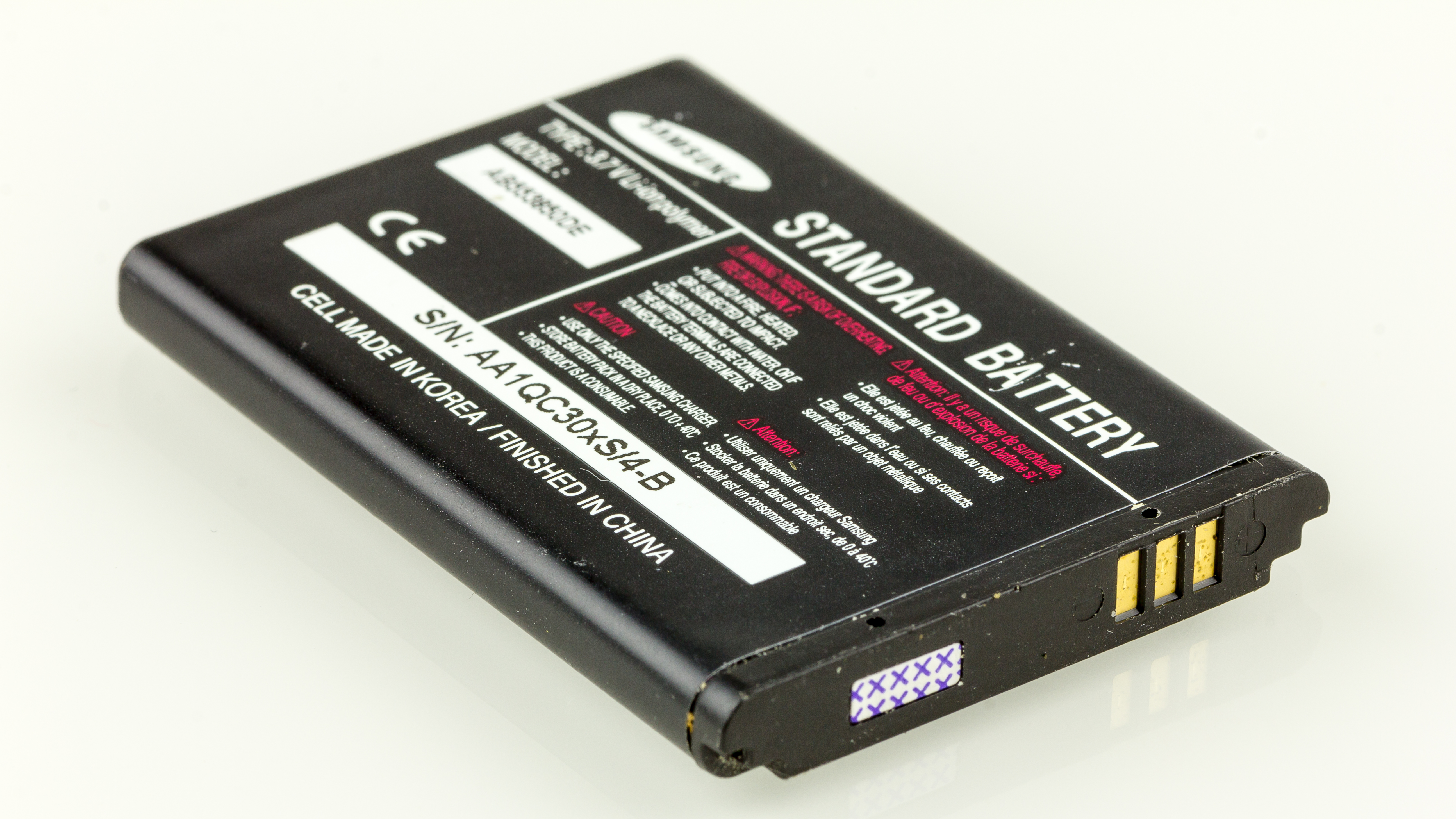
Lithium-Polymer-Akkumulator für Mobilgeräte mit typisch flacher Bauweise. Der mittlere Goldkontakt dient der Temperaturüberwachung

Ein Lithium-Polymer-Akkumulator (auch LiPoly oder LiPo) ist ein wiederaufladbarer Energiespeicher (Akkumulator) und  eine spezielle Bauform des Lithium-Ionen-Akkumulators. Die Besonderheit besteht in der Konsistenz des Elektrolyten, welcher beim Lithium-Polymer-Akkumulator als feste bis gelartige Folie auf Polymerbasis vorliegt. Das ermöglicht eine freiere Gestaltung der Zellform wie zum Beispiel flache Zellen.
Wie bei den meisten Lithium-Ionen-Akkus besteht die negative Elektrode (Anode) aus Graphit. An der positiven Elektrode (Kathode) wird ein Lithium-/Metalloxid verwendet. Lithium-Polymer-Akkus verwenden an der positiven Elektrode überwiegend das preisgünstige Lithium-Cobalt(III)-oxid und sind von der Zellchemie daher Lithium-Cobaltdioxid-Akkumulatoren.
Grundsätzlich können Lithium-Polymer-Akkus auch andere Metalloxide an der positiven Elektrode verwenden wie Lithiummanganoxid. Solche Akkumulatoren sind dann von der Zellchemie her Lithium-Mangan-Akkumulatoren.
Die Komponenten des Akkumulators – Stromzuführung, negative Elektrode, Elektrolyt, positive Elektrode – lassen sich preiswert aus Folien mit einer Dicke von weniger als 100 Mikrometern herstellen.
Es gibt fünf Zellgeometrien unter den drei Zellformaten zylindrisch (18650er Industrieakkus, 21700er von Panasonic für Tesla), prismatisch (z. B. von Samsung SDI) oder Zellen in Taschenformat (z. B. von LG Chem) für Elektroautos und Energiespeichersysteme und Pouch (eine in Aluminium-Verbundfolie verschweißte Zelle). Es gibt auch gewinkelte oder gebogene Formen. Am häufigsten werden Rund- oder Flachzellen gefertigt.

## Eigenschaften
Feste Elektrolyt-Folien erreichen eine ausreichend hohe Ionenleitfähigkeit erst ab einer Betriebstemperatur von rund 60 °C. In Lithium-Polymer-Akkus kommt als Elektrolyt ein Gel zum Einsatz, das bei Raumtemperatur eine ausreichende (Ionen-)Leitfähigkeit besitzt.
Da der Elektrolyt bei einem Lithium-Polymer-Akku in einem gelartigen Polymer (Kunststoff) gebunden ist und nicht flüssig wie bei einem herkömmlichen Lithium-Ionen-Akku, benötigt der Akkumulator nicht zwingend ein festes Gehäuse, um die technischen Strukturen (Abstände Elektroden, Elektrolytverteilung) sicherzustellen. Daher kann er in vielen Formen produziert werden. Statt eines festen Gehäuses können eventuell Verbundfolien verwendet werden, was ebenfalls zu einer etwas höheren Energiedichte des Gesamtsystems führt. Ein Beispiel für einen solchen Elektrolyten ist Lithium[3,5-bis(trifluormethyl)pyrazolid].
Messdaten aus dem Jahr 2016/2017:
- gravimetrische Energiedichte: bis 255 Wh/kg[2]
- gravimetrische Leistungsdichte: ca. 600 W/kg[3] bis 2500 W/kg[4] (bis zu 5000 W/kg, Stand: September 2011)

Lithium-Polymer-Akkus sind mechanisch, elektrisch und thermisch empfindlich: Beschädigungen, Überladen, Tiefentladen, zu hohe Ströme, Betrieb bei zu hohen (über 60 °C) oder zu niedrigen Temperaturen (unter 0 °C) und langes Lagern in entladenem oder vollgeladenen Zustand schädigen oder zerstören die Zelle in den meisten Fällen.
Lithium-Polymer-Akkus können sich bei Überladung aufblähen (Gasentstehung durch Zersetzung) und verpuffen und dabei entzünden. Entzündungsgefahr und mechanische Belastbarkeit konnten durch hitzebeständige keramische Separatoren reduziert bzw. verbessert werden.
Im Handel erhältliche Lithium-Polymer-Akkupacks für Verbrauchergeräte enthalten ein für den jeweiligen Akku entwickeltes Akkuverwaltungssystem (BMS), welches fix mit dem Akkupack verbunden ist und eine Ladungsangleichung der einzelnen Zellen in einem Zellverbund sicherstellt.

## Aufbau

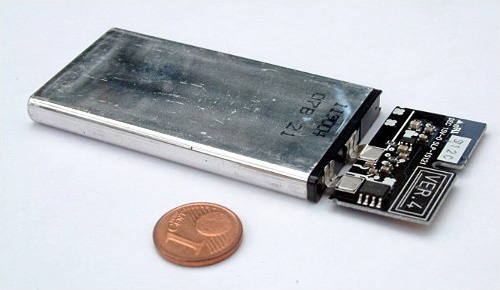
Akkupack ohne äußeres Gehäuse. Rechts das sogenannte BMS.

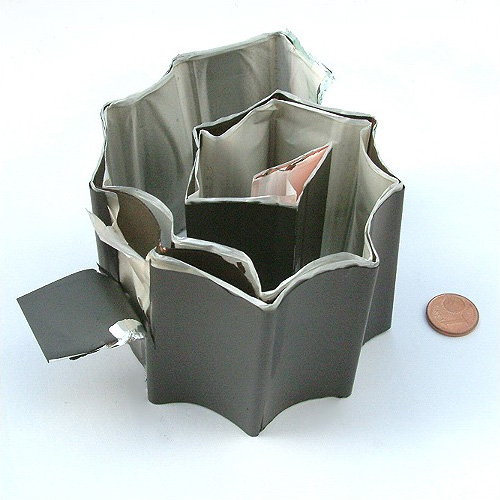
Geöffneter (entladener) Akku

Das Bild zeigt einen Lithium-Polymer-Akku mit einer Nennspannung von 3,6 V. Der Akku ist in die Abdeckung eines Mobiltelefons integriert. Nach Entfernen der Plastikummantelung liegt rechts im Bild die elektrische Schaltung des Batterie-Management-Systems. Im Deckel des Alublocks ist eine elektrische Sicherung gegen Überlastung integriert. Der Alublock schützt die drei Folien des Lithium-Polymers, die im unteren Bild herausgezogen wurden.
Die Kunststofffolie (Polymer) nimmt den Elektrolyten auf. Eine Folie ist mit dem Elektrodenmaterial, üblicherweise Lithium-Cobalt(III)-oxid, für den positiven Kontakt beschichtet, die andere mit Graphit für den negativen. Die zweiseitige Beschichtung verdoppelt die Kapazität beim Zusammenwickeln.
Anders als bei konventionellen Akkus richtet sich die Bauform von Lithium-Polymer-Akkus nach den Erfordernissen der Hersteller, nicht nach Normen. Bei einem Ausfall des Akkumulators muss die gesamte Akkueinheit ausgetauscht werden. Selbst wenn man die Akkueinheit öffnet, ist nicht sichergestellt, dass die Ladeelektronik mit Ersatzakkus unbekannter Spezifikation zusammenarbeitet.

## Lade- und Entladevorgang
Die Zellspannung ist wesentliches Merkmal für die chemische Reaktion innerhalb einer jeden Lithium-Ionen-Zelle. Oberhalb einer als Ladeschlussspannung bezeichneten maximalen Spannung treten ebenso wie unterhalb einer als Entladeschlussspannung bezeichneten minimalen Spannung nicht reversible Zersetzungsreaktionen auf. Zwischen diesen Grenzen wird der stationäre Ladungszustand der Zelle durch die Zellspannung als eine reversible Reaktion der Anode und Kathode bestimmt. Diese Grenzen liegen je nach Zellchemie typischerweise zyklisch bei 3,3 V bzw. 4,1 V sowie mit unmittelbar schädigender Wirkung bei 2,5 V bzw. 4,25 V.
Neben der Zellspannung wird der zulässige Betrieb von Lithium-Polymer-Akkumulatoren durch einen temperaturabhängigen maximal zulässigen Ladestrom sowie Entladestrom charakterisiert. Unterhalb von 10 °C ist die Beweglichkeit von Ionen im Polymer typischerweise bereits deutlich eingeschränkt, unter 0 °C kaum noch vorhanden, woraus eine vorzeitige Alterung, insbesondere durch einen Ladestrom resultiert. Ebenso gibt es eine durch Polymer und Separator vorgegebene maximale Temperatur von üblicherweise etwa 60 °C, deren Überschreiten zu einer irreversiblen Schädigung führen kann – bis hin zu punktueller Zerstörung des Separators, unkontrolliertem Stromfluss unter weiterer Erhitzung und explosionsartiger Freisetzung der gespeicherten Energie unter Abgabe von Pyrolysegasen.
Das Laden ist innerhalb dieser Grenzen typischerweise mit 1 C (bei geeigneten Zellen bis zu 6 C) bei Konstantstrom möglich bis zur Ladeschlussspannung, bezeichnet als IU-Verfahren. Darüber hinaus möglich ist für teilgeladene Zellen die kurzzeitige Aufnahme größerer Leistungen, wie beispielsweise bei der Rückgewinnung von Bremsenergie, sowie von Strompulsen, für die sich der Lithium-Polymer-Akkumulator wie ein Elektrolytkondensator verhält. Für das Entladen sind durch Innenwiderstand und maximal zulässige Erwärmung grundsätzlich die gleichen Grenzen gegeben wie für das Laden, jedoch ist für praktische Anwendungen häufig der maximal zulässige Entladestrom über wenige Sekunden bis Minuten relevant. Für Hochleistungsakkumulatoren wird dieser von den Herstellern aktuell (Stand 2021) mit 60 C bis hin zu 130 C angegeben.
Ausgeliefert werden Lithium-Polymer-Akkumulatoren von Herstellern in teilgeladenem Zustand, um den Transport als Luftfracht zu ermöglichen, aufgrund gegenwärtiger Brandschutzbestimmungen mit bis zu 30 % Ladezustand, andernfalls auch darüber hinaus. Bei Reihenschaltung von Zellen ist ein Ladungsangleich durch sogenannte Balancer erforderlich, die typischerweise erst beim Ladevorgang aktiviert werden, beim Transport aber nicht aktiv sind und damit – bis auf geringe Leckströme – den unbenutzten Akku nicht nennenswert belasten. Damit erfolgt das Laden auf Ladeschlussspannung verbunden mit dem Ausbalancieren von Ladungsdifferenzen erst unmittelbar vor der Nutzung.

## Lebensdauer
Bei der Lebensdauer von Lithium-Polymer-Akkumulatoren sind die Zyklenfestigkeit und die kalendarische Alterung zu unterscheiden. Allgemeine Aussagen sind schwer zu treffen, da neben der technischen Ausführung und Qualität die praktischen Einsatzbedingungen großen Einfluss haben. LiPo-Zellen im Modellbau werden oft an der Leistungs- und Spezifikationsgrenze betrieben und altern dementsprechend schnell. Die Zyklenfestigkeit wird auch durch häufiges Schnellladen reduziert. Häufiges Nachladen steigert den erreichbaren Energieumsatz. Nachteilig wirkt sich in Alltagsgeräten meist fehlende Kühlung aus, die zu schneller kalendarischer Alterung führt. Dabei nimmt die Akkukapazität auch ohne Nutzung durch irreversible Vorgänge in der Zelle ab.
Empfehlungen:
- Ladeschlussspannung nicht überschreiten und Akku nicht tief entladen
- an den Zellentyp angepasstes Batteriemanagementsystem
- Betriebstemperatur wie auf dem Akku angegeben

## Anwendungen

### Solarfahrzeug
Mit einem Lithium-Polymer-Akkumulator ist der Sky Ace TIGA ausgerüstet, mit 165 km/h Inhaber des Geschwindigkeitsweltrekords für Solarfahrzeuge. Ebenso benutzt auch das zurzeit neueste Solarflugzeug Solar Impulse diesen Akkumulatortyp.

### Elektroauto
Seit 2007 sind bei der Firma Kruspan Engineering in der Schweiz Lithium-Polymer-Akkumulatoren der Firma Kokam mit hoher Energiedichte als Traktionsbatterie in einem Elektroauto vom Typ Hotzenblitz aus dem Jahr 1996 getestet worden. Bei den unternommenen Fahrzeugtests sind Reichweiten über 350 km erzielt worden. Dieser Hotzenblitz nahm 2011 als „Team 9 Faraday USA“ mit Roger Miauton, Mark Fuller und Mike Collier an der Wave2011 (World Advanced Vehicle Expedition), einer Tour von 3000 km, die durch acht Länder führte, teil. Hyundai verwendet in mehreren Baureihen von Elektro- und Hybridfahrzeugen Lithium-Polymer-Akkumulatoren. Auch in Mercedes eCitaros sind mehrere Lithium-Polymer-Akkumulatoren eingebaut.

### Modellbau
Lithium-Polymer-Akkumulatoren fanden eine schnelle Verbreitung im Modellbau, da er hier einen enormen Leistungsschub für ferngesteuerte Modelle bewirkte. Eingesetzt als Antriebs-, Empfänger- und Senderakku deckt er die ganze Sparte ab. Siehe auch RC-Modellbau.

### Mobiltelefone
Auch in den Mobiltelefonen finden Lithium-Polymer-Akkus inzwischen immer häufiger Anwendung, im Gegensatz zu den herkömmlichen Lithium-Ionen-Akkus.

### MP3-Player
Während früher MP3-Player allgemein aus Preisgründen mit herkömmlichen Batterien oder Akkus bestückt wurden, so befinden sich in diesen heute vermehrt, vor allem auch bei Modellen des unteren Preissegmentes, Lithium-Polymer-Akkus. Aus Kostengründen werden diese oftmals fest eingebaut oder haben ein proprietäres Format. Ein Defekt kann somit einen Totalschaden bedeuten, weil sich der Austausch außerhalb der Garantiezeit finanziell nicht mehr lohnen würde.